# Tunceli (Provinz)
Tunceli (osmanisch Dersim, zazaisch Dêrsım, kurdisch Dêrsim, armenisch Դերսիմ Dersim) ist bevölkerungsmäßig die zweitkleinste Provinz der Türkei mit der gleichnamigen Hauptstadt. Sie ist insbesondere durch den Dersim-Aufstand bekannt. Der frühere Name dieser Provinz lautete Dersim.

## Geografie
Die Provinz Tunceli liegt in der türkischen Region Ostanatolien und hat eine Fläche von ca. 7600 km². Sie liegt zwischen den Quellflüssen des Euphrat, dem Karasu im Norden und dem an dieser Stelle zum Keban-Stausee aufgestauten Murat im Süden. Im Westen und Norden der Provinz liegt die Provinz Erzincan, im Osten die Provinz Bingöl und im Süden die Provinz Elâzığ. Im Norden bilden die Munzur Dağları und im Bereich von Pülümür der Karasu die Grenze, im Südosten der Fluss Peri Çayı und im Süden der Keban-Stausee. Der Berg Munzur (Koyê Munzıri) ist das Wahrzeichen von Tunceli. Die Provinzhauptstadt Tunceli befindet sich genau dort, wo sich der aus dem Nordwesten kommende Munzur Çayı und sein aus dem Nordosten kommender Nebenfluss Pülümür Çayı (69 km Länge) treffen. Der Fluss Munzur hat eine Gesamtlänge von etwa 144 km und mündet in den Keban-Stausee. Das Flusswasser war früher so sauber, dass es von den Einheimischen auch als Trinkwasser genutzt wurde.
Berge und Gebirge machen rund 70 % der Fläche aus, was die Provinz zu einem sehr bergigen Gebiet macht. Hier verlaufen die nördlichsten Ausläufer des Osttaurus-Gebirges von West nach Ost. Die kaum bewaldete Bergkette der Munzur/Mercan Dağları im Norden von Tunceli erreicht Höhen von über 3300 Metern. In den höchsten Lagen liegt auch im Sommer noch Schnee.
Nach Süden hin werden die Berge niedriger und bewaldeter. Besonders in den Flusstälern ist Waldbewuchs verbreitet. Ursprünglich war Tunceli viel bewaldeter. In Kleinasien gehört Tunceli zu den bewaldetsten Regionen neben Iğdır und Rize. Hochebenen machen 25 % Tuncelis aus, während die restlichen 5 % aus Niederungen besteht.
In der Region Tunceli herrscht Kontinentalklima. Die Sommerzeit ist heiß und trocken, der Winter ist kalt und sehr schneereich. In Pertek und Mazgirt ist das Klima etwas milder, was auf den in den 1960er Jahren gebauten Keban-Staudamm zurückzuführen ist. Die Jahreszeiten mit den meisten Niederschlägen sind Frühjahr und Winter. In den hohen Bergen beginnt es schon sehr früh zu schneien.

## Verwaltungsgliederung

### Landkreise
Die Provinz ist in acht Landkreise (auch Bezirke, İlçe) gegliedert. Des Weiteren gibt es 9 Gemeinden (Belediye) und 364 Dörfer (Köy).
| Kreis- code 1      | Landkreis          | Fläche 2 (km²) | Bevölkerung (2020) 3 | Bevölkerung (2020) 3       | Anzahl der Einheiten   | Anzahl der Einheiten  | Anzahl der Einheiten | Dichte (Ew./km²) | städt. Anteil (in %) | Sex Ratio 4 | Name in Zazaki      |
| Kreis- code 1      | Landkreis          | Fläche 2 (km²) | Landkreis (İlçe)     | Verwal- tungssitz (Merkez) | Gemein- den (Belediye) | Stadt- viertel (Mah.) | Dörfer (Köy)         | Dichte (Ew./km²) | städt. Anteil (in %) | Sex Ratio 4 | Name in Zazaki      |
| ------------------ | ------------------ | -------------- | -------------------- | -------------------------- | ---------------------- | --------------------- | -------------------- | ---------------- | -------------------- | ----------- | ------------------- |
| 1247               | Çemişgezek         | 851            | 7.602                | 3.506                      | 1                      | 7                     | 34                   | 8,9              | 39,95                | 929         | Süke                |
| 1397               | Hozat              | 663            | 5.761                | 4.554                      | 1                      | 4                     | 28                   | 8,7              | 64,52                | 742         | Xozat 5             |
| 1518               | Mazgirt            | 702            | 7.560                | 1.516                      | 2                      | 10                    | 68                   | 10,8             | 44,44                | 855         | Mazgerd 6           |
| 1688               | Merkez             | 1.128          | 38.429               | 33.515                     | 1                      | 8                     | 53                   | 34,1             | 88,13                | 888         | Mamekiye oder Qalan |
| 1541               | Nazımiye           | 543            | 3.142                | 1.515                      | 1                      | 1                     | 25                   | 5,8              | 42,52                | 727         | Qızılkilise         |
| 1562               | Ovacık             | 1.401          | 6.533                | 3.164                      | 1                      | 3                     | 62                   | 4,7              | 46,36                | 803         | Pulur               |
| 1574               | Pertek             | 858            | 11.065               | 6.626                      | 1                      | 5                     | 45                   | 12,9             | 56,37                | 920         | Pêrtag 7            |
| 1581               | Pülümür            | 1.437          | 3.351                | 1.464                      | 1                      | 5                     | 49                   | 2,3              | 40,08                | 741         | Pılemoriye          |
| 62 PROVINZ Tunceli | 62 PROVINZ Tunceli | 7.583          | 83.443               |                            | 9                      | 43                    | 364                  | 11,0             | 67,02                | 862         |                     |

### Städte
In der Provinz gibt es neun Städte (Belediye). Nachfolgende Tabelle zeigt die Einwohnerzahlen Ende 2020 und die dazugehörigen Landkreise sowie die Anzahl der Stadtviertel (Mahalle). Bis auf Akpazar sind alle genannten Stadtgemeinden gleichzeitig auch die Verwaltungszentren (İlçe Merkez) der Kreise. Die Stadtgemeinde Darıkent im Kreis Mazgirt wurde 2013 zum Dorf zurückgestuft.
| Code | Stadt      | im Landkreis | Anzahl der Mahalle | Einwohner- zahl 2020 |
| ---- | ---------- | ------------ | ------------------ | -------------------- |
| 3765 | Tunceli    | Merkez       | 8                  | 33.873               |
| 3760 | Pertek     | Pertek       | 5                  | 6.2.37               |
| 3762 | Hozat      | Hozat        | 4                  | 3.717                |
| 3761 | Çemişgezek | Çemişgezek   | 7                  | 3.037                |
| 3767 | Ovacık     | Ovacık       | 3                  | 3.029                |
| 3769 | Akpazar    | Mazgirt      | 8                  | 2.013                |
| 3763 | Mazgirt    | Mazgirt      | 2                  | 1.347                |
| 3764 | Pülümür    | Pülümür      | 5                  | 1.343                |
| 3766 | Nazımiye   | Nazımiye     | 1                  | 1.336                |

### Dörfer
Die 364 Dörfer haben insgesamt 27.511 Einwohner, also durchschnittlich 76 Einwohner je Dorf. Damit entfallen etwa 33 Prozent der Kreisbevölkerung auf die Dörfer. Keines der Dörfer der Provinz hat mehr als 700 Einwohner. Burmageçit im zentralen Landkreis (Merkez) ist mit 659 das größte, sechs Dörfer haben zehn oder weniger Einwohner, 286 weniger als 100. 119 Dörfer haben mehr Einwohner als der Durchschnitt (= 76).

### Bucaks
Die sich aus den Nahiye entwickelnden Bucaks wurden im Jahr 2017 aufgelöst. In ihnen waren mehrere Dörfer zusammengefasst. In der Provinz Tunceli gab es 27 Bucaks, in den meisten Kreisen waren dies drei. Ausnahmen bildeten hierbei die Kreise Hozat (2), Pertek und der zentrale Landkreis (jeweils 4) sowie der Kreis Pülümür (5).

## Bevölkerung
Die Hauptstadt hatte im Jahr 2004 ungefähr 33.000 Einwohner, derzeit (Stand 2020) leben 83.400 Menschen in der Provinz Tunceli, Anfang der 1990er Jahre waren es noch etwa 150.000. Zwischen 1993 und 1995 wurden viele Menschen aus ländlichen Gebieten vom türkischen Militär vertrieben. Tunceli ist die Provinz mit der zweitniedrigsten Einwohnerzahl in der Türkei. Bereits im Jahr 2007 lebte die Mehrzahl der gezählten Einwohner (64,7 %) in Städten und viele der Dörfer waren entvölkert. Dieses Verhältnis dürfte sich noch verschärft haben. Die Provinz ist sehr dünn besiedelt und hat die niedrigste Dichte aller türkischen Provinzen.
Die Bevölkerung spricht größtenteils Zazaisch (oder auch oft Dêsımki, Kirmancki, Zonê Ma, Şo-Bê genannt). In Mazgirt und Pertek wird hauptsächlich Kurmandschi gesprochen. Zonê Ma bedeutet im Wortsinne „unsere Sprache“.
In der Provinz Tunceli leben überwiegend alevitische Zazas und alevitische Kurden.
Früher waren Armenier zahlenmäßig stärker vertreten, aber seit dem Völkermord 1915 wurden die meisten von ihnen vertrieben oder ermordet. Andererseits fanden auch viele Armenier Zuflucht in Tunceli.

### Ergebnisse der Bevölkerungsfortschreibung
Nachfolgende Tabelle zeigt die jährliche Bevölkerungsentwicklung nach der Fortschreibung durch das 2007 eingeführte adressierbare Einwohnerregister (ADNKS). Zusätzlich sind die Bevölkerungswachstumsrate und das Geschlechterverhältnis (Sex Ratio d. h. Anzahl der Frauen pro 1000 Männer) aufgeführt. Der Zensus von 2011 ermittelte 84.896 Einwohner, das sind über 8.500 Einwohner weniger als zum Zensus 2000.

| Jahr | Bevölkerung am Jahresende | Bevölkerung am Jahresende | Bevölkerung am Jahresende | Wachstums- rate der Be- völkerung (in %) | Geschlechter verhältnis (Frauen auf 1000 Männer) | Rang (unter den 81 Provinzen) |
| Jahr | gesamt                    | männlich                  | weiblich                  | Wachstums- rate der Be- völkerung (in %) | Geschlechter verhältnis (Frauen auf 1000 Männer) | Rang (unter den 81 Provinzen) |
| ---- | ------------------------- | ------------------------- | ------------------------- | ---------------------------------------- | ------------------------------------------------ | ----------------------------- |
| 2020 | 83.443                    | 44.815                    | 38.628                    | −1,44                                    | 862                                              | 80                            |
| 2019 | 84.660                    | 46.082                    | 38.578                    | −4,01                                    | 837                                              | 81                            |
| 2018 | 88.198                    | 49.118                    | 39.080                    | 6,91                                     | 796                                              | 80                            |
| 2017 | 82.498                    | 45.781                    | 36.717                    | 0,37                                     | 802                                              | 80                            |
| 2016 | 82.193                    | 45.160                    | 37.033                    | −4,51                                    | 820                                              | 81                            |
| 2015 | 86.076                    | 48.129                    | 37.947                    | −0,52                                    | 788                                              | 80                            |
| 2014 | 86.527                    | 47.973                    | 38.554                    | 1,29                                     | 804                                              | 80                            |
| 2013 | 85.428                    | 47.639                    | 37.789                    | −0,98                                    | 793                                              | 80                            |
| 2012 | 86.276                    | 49.998                    | 36.278                    | 1,43                                     | 726                                              | 80                            |
| 2011 | 85.062                    | 49.016                    | 36.046                    | 10,90                                    | 735                                              | 80                            |
| 2010 | 76.699                    | 40.658                    | 36.041                    | −7,66                                    | 886                                              | 80                            |
| 2009 | 83.061                    | 47.290                    | 35.771                    | −3,92                                    | 756                                              | 80                            |
| 2008 | 86.449                    | 49.709                    | 36.740                    | 2,89                                     | 739                                              | 80                            |
| 2007 | 84.022                    | 47.893                    | 36.129                    | −                                        | 754                                              | 80                            |
| 2000 | 93.584                    | 54.529                    | 39.055                    |                                          | 716                                              | 81                            |

### Volkszählungsergebnisse
Nachfolgende Tabellen geben den bei den 12 Volkszählungen dokumentierten Einwohnerstand der Provinz Tunceli wieder.
Die Werte der linken Tabelle sind E-Books (der Originaldokumente) entnommen, die Werte der rechten Tabelle entstammen der Datenabfrage des Türkischen Statistikinstituts – abrufbar über diese Webseite:
| Jahr | Bevölkerung | Bevölkerung | Rang |
| Jahr | Provinz     | Türkei      | Rang |
| ---- | ----------- | ----------- | ---- |
| 1940 | 94.639      | 17.820.950  | 59   |
| 1945 | 90.446      | 18.790.174  | 59   |
| 1950 | 105.759     | 20.947.188  | 60   |
| 1955 | 121.743     | 24.064.763  | 64   |
| 1960 | 140.068     | 27.754.820  | 64   |
| 1965 | 154.175     | 31.391.421  | 63   |

| Jahr | Bevölkerung | Bevölkerung | Rang |
| Jahr | Provinz     | Türkei      | Rang |
| ---- | ----------- | ----------- | ---- |
| 1970 | 157.293     | 35.605.176  | 65   |
| 1975 | 164.591     | 40.347.719  | 65   |
| 1980 | 157.974     | 44.736.957  | 65   |
| 1985 | 151.906     | 50.664.458  | 67   |
| 1990 | 133.143     | 56.473.035  | 72   |
| 2000 | 93.584      | 67.803.927  | 81   |

Anzahl der Provinzen bezogen auf die Censusjahre:
- 1940 bis 1950: 63 Provinzen
- 1955: 67 Provinzen
- 1960 bis 1985: 73 Provinzen
- 1990: 73 Provinzen
- 2000: 81 Provinzen

### Religion
Die Einwohner Tuncelis sind größtenteils Aleviten. In dem Landkreis Çemişgezek sind Sunniten in der Mehrzahl. Außerdem sind in den Landkreisen Pertek und Çemişgezek vereinzelt sunnitische Dörfer zu finden. Alle anderen Landkreise sind fast rein alevitisch-zazaisch und alevitisch-kurdisch geprägt.

## Geschichte
Die Region ist seit der späten Jungsteinzeit oder der Bronzezeit besiedelt und diente im Laufe ihrer Geschichte häufig als Grenzregion zwischen verschiedenen Herrschaftsgebieten: zwischen den Hethitern und dem hurritischen Königreich der Mittani im 2. Jahrtausend vor Christus; zwischen den Medern und den Persern Kappadokiens und zwischen den Römern und den Parthern. Im Jahre 639 eroberten Araber die Region, die danach zum Zankapfel zwischen den Kalifen und Byzantinern wurde. Die Seldschuken brachten das Gebiet 1087 unter ihre Herrschaft, bis es 1243 unter mongolische Kontrolle geriet. Im 14. Jahrhundert war die Region zwischen Eretna und Mutahharten, dem Herrscher von Erzincan, umstritten. Ein Jahrhundert später kämpften die Osmanen und die turkmenischen Aq Qoyunlu um die Vorherrschaft. Sultan Mehmed II. („der Eroberer“) besiegte im Jahre 1473 in der Schlacht von Otlukbeli den Anführer der Aq Qoyunlu Uzun Hasan. In der Folge wurde die Herrschaft der Aq Qoyunlu durch die Safawiden beseitigt, doch drängten die Osmanen unter den Sultanen Selim I. und Süleyman I. die Safawiden aus Ostanatolien zurück. Die kurdischen Stammesführer konnten ihre Besitztümer als erbliches Lehen behalten. Das Fürstentum von Çemişgezek war auch eines dieser Kürt hükümetleri (Kurdische Regierungen).
Im 19. Jahrhundert wurde die Region zum Sandschak von Dersim mit Hozat als Zentrum umgewandelt und gehörte zum Vilâyet Mamuretül-Aziz, dem heutigen Elazığ. Zwischen 1880 und 1888 war Dersim kurzzeitig ein eigenständiges Vilâyet (Vilâyet Dersim). Zu jener Zeit umfasst Dersim 9 Gerichtsbezirke und hatte 63.430 Einwohner. Das Zentrum Hozat hatte 5.600 Einwohner.
Die Region war im 20. Jahrhundert mehrfach Schauplatz von bewaffneten Auseinandersetzungen und Aufständen. Nach dem Koçgiri-Aufstand im Jahre 1921 wurde Dersim zwischen den Vilâyets Elazığ und Erzincan aufgeteilt. 1936 wurde Dersim zu einer selbständigen Verwaltungseinheit umgeformt. Als Zentrum wurde der ehemalige Gerichtsbezirk Pah ausgewählt und in Tunceli umbenannt. Ein Jahr später brach der Aufstand von Seyit Rıza aus.

### Dersim-Aufstand

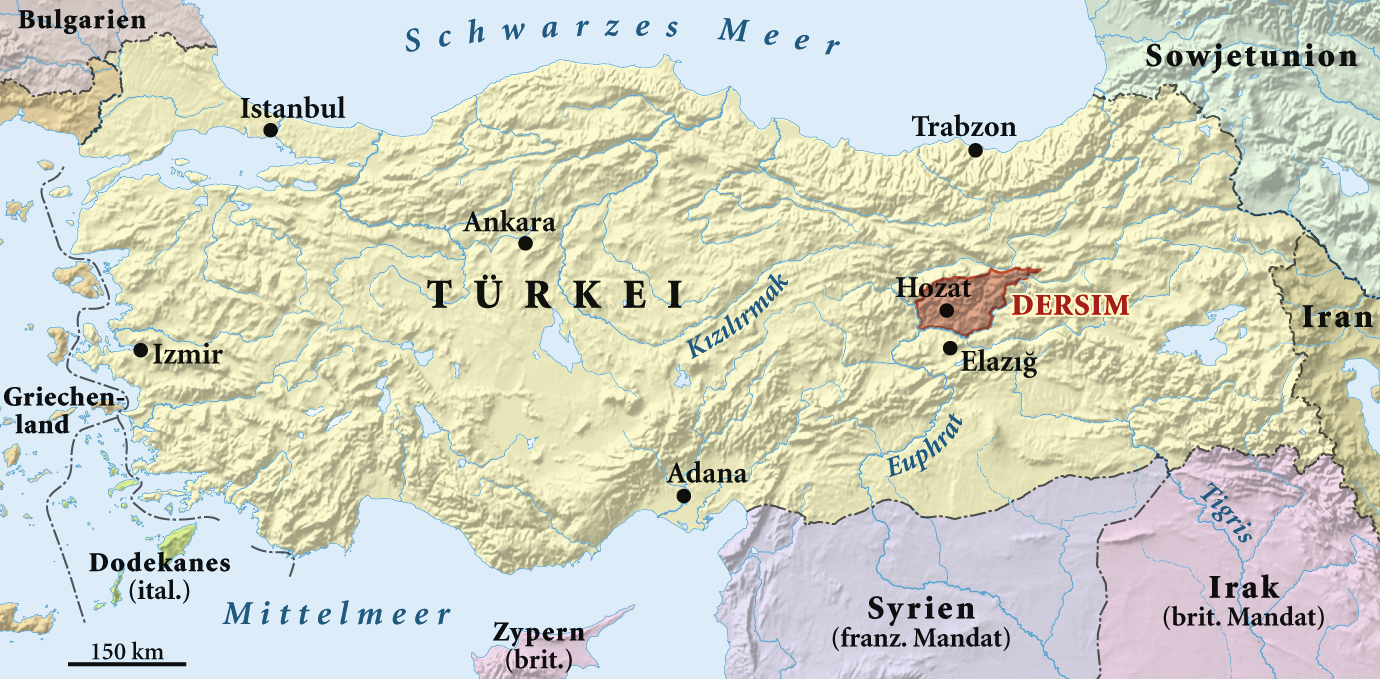
Die Lage der Provinz Dersim im Jahr 1937

Der Dersim-Aufstand brach 1937 infolge der zunehmenden politischen und militärischen Umklammerung der Region aus, nachdem durch das Umsiedlungsgesetz mit der Nr. 2510 und das „Tunceli-Gesetz“ die Region umbenannt, unter Militärverwaltung gestellt und der Ausnahmezustand verhängt wurde. Die Stämme sahen ihre angestammte Autonomie in Gefahr. Der Aufstand dauerte bis 1938. Die Führer wurden gefasst und gehängt. Im Verlauf der Auseinandersetzungen wurden schwere Massaker an der Zivilbevölkerung verübt. Offiziellen türkischen Berichten zufolge sollen zehn Prozent der damals insgesamt 65.000 – 70.000 Einwohner Dersims infolge der Auseinandersetzungen getötet worden sein. Die Revolte wurde mit massiver Gewalt gegen Rebellen und Zivilisten niedergeschlagen. Es existieren verschiedene Berichte über Gräueltaten der türkischen Armee. Auch Stämme, die dem Staat loyal gegenüberstanden, wurden vernichtet. Aufstellungen des türkischen Generalstabs und Augenzeugenberichte von beteiligten Soldaten und Opfern bestätigen die Gewalttaten und Massaker an Aufständischen und Zivilisten. Zahlreiche Bewohner wurden aus ihren Dörfern vertrieben, die anschließend zerstört wurden.
Dersim markierte das Ende tribaler Aufstände gegen die türkische Republik. Der Ausnahmezustand wurde zehn Jahre später im Jahr 1948 aufgehoben. Erst danach wurde der Zutritt zur Region wieder ermöglicht.

### PKK-Konflikt
In den 1980er Jahren radikalisierte sich der türkisch-kurdische Konflikt durch den bewaffneten Aufstand der PKK. Das türkische Militär begann einige Gebiete in der Südosttürkei zu evakuieren und entlang der dortigen Staatsgrenzen Pufferzonen einzurichten. Im Februar 1986 wurde die Bevölkerung aus 234 Dörfern der Provinz Tunceli deportiert und über 1000 Kilometer nach Westen an die Mittelmeerküste verbracht. Betroffen waren insgesamt 50.000 Dorfbewohner.
Gegen die PKK-Kämpfer und ihre mutmaßlichen Unterstützer in den Dörfern ging das Militär auch in den 1990er Jahren gewaltsam vor, wobei viele Dörfer abgebrannt und zerstört wurden. Im Herbst 1994 wurden innerhalb von zwei Monaten die Einwohner aus etwa einem Drittel der Dörfer vertrieben. Die Armee durchkämmte die Provinz Tunceli systematischer als die kurdischen Gebiete anderswo, viele Bewohner flohen in den Westen der Türkei oder wanderten in europäische Länder aus.
Beim Referendum über den Umbau der Verfassung zu einem Präsidialsystem am 16. April 2017 stimmten 80,4 % der Abstimmenden in der Provinz mit „Nein“.

## Kultur und Sehenswürdigkeiten
Der Fluss Munzur und sein Tal hat für die Region Tunceli eine überragende Bedeutung. Neben der Versorgung mit Wasser, Fischerei und anderen wirtschaftlichen Aspekten besitzt der Munzur in den Augen der Menschen einen „heiligen“ Stellenwert. Bei den Aleviten sind Berge, Flüsse, Quellen, die Sonne und der Mond heilig. Sie sind Zeugen der göttlichen Wahrheit, aber nicht Gott selbst. Deshalb wird der Fluss Munzur mit fast allen Mythologien, Sagen und Überlieferungen Dersims in direkte Verbindung gebracht.

### Die Munzur-Sage
Zusammen mit der Düzgün-Baba-Sage gehört die Munzur-Sage zu den bekanntesten Erzählungen. Munzur Baba ist in der Mythologie Tuncelis ein Hirte. Er ist der Namensgeber des heiligen Flusses Munzur, einer der Quellflüsse des Euphrats.
Munzur war ein einfacher Hirte, der im Hause eines Aghas lebte. Eines Tages ging der Agha auf eine Pilgerfahrt, wo er den Wunsch verspürte, Helwa zu essen. Munzur fühlte den Wunsch des Aghas und teilte ihn der Frau des Aghas mit. Diese dachte zuerst: „Munzur möchte Helwa essen, aber er traut sich nicht, es mir zu sagen.“ Schließlich kochte sie Helwa und gab Munzur davon.
Als der Agha am Wallfahrtsort betete, wandte er sich zur Linken, da stand Munzur neben ihm und sagte: „Du wolltest Helwa. Bitteschön.“ Er überreichte ihm die noch ofenwarme Helwa. Verwirrt wandte sich der Agha kurz zur Rechten, und als er zurückblickte verschwand Munzur so, wie er aufgetaucht war.
Nach der Pilgerfahrt kehrte der Agha in sein Dorf zurück, wo ihm eine Menschenmenge entgegenkam, um ihn zu begrüßen und ihm ehrerbietig die Hand zu küssen. Der Agha jedoch sprach: „Erweist nicht mir die Ehre, sondern Munzur.“ Und er erzählte, was ihm in der heiligen Stätte zugestoßen war. Sofort begaben sich die Leute auf die Suche nach Munzur, der gerade eine Ziege molk. Als er die Menschenmenge kommen sah, sprang er vor Verlegenheit auf und rannte mit dem Melkeimer in der Hand davon. Die Leute aber liefen ihm hinterher. Auf seiner Flucht wurde die Milch verschüttet, und vierzig Tropfen fielen zu Boden, aus denen vierzig Quellen entsprangen. Munzur selbst verschwand.

### Sehenswertes
- Der Munzur-Vadisi-Nationalpark
- Die Burgen von Pertek und Mazgirt
- Die Kirchen von Ulukale und Korluca (früher Tilköy)
- Die Brücken von Çemişgezek und Sivdi
- Das Hamam-ı Atik (altes Badehaus)
- Die Mausoleen von Ferruh Şad Bey, Uzun Hasan und Çoban Baba
- Die Brunnen von Ulukale Meydan
- Düzgün Baba
- Die Festungen Rabat, Basupak, Bağın, Kale, Anbar, Sinan und Sağman.
- Die urartäische Brücke in Rabat
- Die Kirche von Ergen (Hozat)
- Die Krater- und Gletscherseen Buyer, Mercan, Bağırpaşa, Karagöl, Çimligöl, Yeşilgöl und Hel
- Das Pülümür-Tal
- Das Kırkmerdiven-Tal mit seinen vier Wasserfällen
- Das Mercan-Tal mit seinen 3 Gletscherseen

#### Der Munzur-Nationalpark
Am 21. Dezember 1971 wurde Munzur zum Nationalpark erklärt. Die bisher in bescheidenem Rahmen durchgeführten Forschungen zeigten, dass 1518 Pflanzen, von denen 227 endemisch sind, in diesem einzigartigen Nationalpark vorkommen.
Trotz des Status als Naturschutzgebiet wurde die Errichtung von neun Staudämmen genehmigt, und es werden Goldschürfarbeiten durchgeführt, bei denen hochgiftiges Cyanid in das Wasser des Flusses eingeleitet wird.

## Politik
Beim Verfassungsreferendum in der Türkei am 16. April 2017 entschieden sich die Wähler in der Provinz Tunceli mit 80,41 Prozent gegen den Vorschlag einer Verfassungsänderung („Hayır“ zu deutsch Nein) zur Einführung eines Präsidialsystems in der Türkei, während von den türkischen Wählern insgesamt eine knappe Mehrheit von 51,4 Prozent dafür stimmte.

## Persönlichkeiten
- Ahmet Aslan (* 1968) – Musiker
- Mikail Aslan (* 1972) – Musiker
- Hüseyin-Kenan Aydın (* 1962) – deutscher Politiker
- Hüseyin Aygün (* 1970) – Politiker
- Ali Baran (* 1955) – Musiker
- Kemal Burkay (* 1937) – Politiker und Schriftsteller
- Sakine Cansız (1958–2013) – getötete PKK-Mitbegründerin
- Hıdır Eren Çelik (* 1960) – Schriftsteller, Politikwissenschaftler, Soziologe
- Nuri Dersimi (1893–1973) – Politiker
- Hasan Dewran (* 1958) – deutsch-türkischer Dichter und Psychologe
- Diyar (* 1966) – Musiker
- Aynur Doğan (* 1975) – Musikerin
- Mazlum Doğan (1955–1982) – Prominenter „Märtyrer“ der PKK
- Kenan Engin (* 1974) – Schriftsteller, Politikwissenschaftler, Dichter
- Kamer Genç (1940–2016) – Politiker
- Ali Güngörmüş (* 1976) – deutscher Koch
- İntizar (* 1974) – Musikerin
- Haydar Işık (1937–2021) – Schriftsteller
- Sinan Kaloğlu (* 1981) – Fußballspieler
- Ali Haydar Kaytan (1952–2019) – PKK-Mitbegründer
- Kemal Kılıçdaroğlu (* 1948) – Vorsitzender der CHP
- Seyit Rıza (1862–1937) – geistlicher Anführer
- Nuray Şahin (* 1974) – kurdisch-deutsche Filmregisseurin, Drehbuchautorin und Schauspielerin
- Selçuk Şahin (* 1981) – Fußballspieler
- Cemal Süreya (1931–1990) – Dichter
- Ferhat Tunç (* 1964) – Musiker
- Erdal Yıldız (* 1966) – deutsch-türkischer Schauspieler
- Turgut Yüksel (* 1956) – deutscher Politiker
- Zelemele (* 1975) – Musiker